# Oliver Stević
Oliver Stević (cyr. Оливер Стевић; ur. 18 stycznia 1984 w Belgradzie) – serbski koszykarz, posiadający również obywatelstwo Bośni i Hercegowiny, występujący na pozycjach silnego skrzydłowego lub środkowego, obecnie zawodnik Herbalife Gran Canaria.
Od sierpnia 2015 zawodnik klubu Montakit Fuenlabrada.
Stević jest wychowankiem klubu KK FMP Železnik Belgrad, w barwach którego brał udział w rywalizacji młodzieżowej. W ligowych rozgrywkach seniorskich zadebiutował w 2003 roku jako zawodnik klubu KK Borac Čačak, rywalizującego w tym czasie w serbskiej drugiej lidze.
Mistrz Polski z sezonu 2012/2013. Uczestnik Meczu Gwiazd PLK 2013. Wybrany do „pierwszej piątki” sezonu 2012/2013 Polskiej Ligi Koszykówki. Oprócz mistrzostwa Polski ze Stelmetem Zielona Góra zdobywał także wicemistrzostwo tego kraju (sezon 2007/2008) i wicemistrzostwo Serbii (2008/2009).
Stević występował w reprezentacji Bośni i Hercegowiny.
6 września 2019 został zawodnikiem bośniackiego BC Igokea Aleksandrovac.
15 stycznia 2020 dołączył do hiszpańskiego Divina Seguros Juventutu Badalona.

## Osiągnięcia
Stan na 15 stycznia 2020, na podstawie, o ile nie zaznaczono inaczej.
Drużynowe
- Mistrz Polski (2013)
- Wicemistrz:
  - Serbii (2009)
  - Polski (2008)
- Finalista pucharu:
  - Serbii (2009)
  - Polski (2008)

Indywidualne
(* – nagrody przyznane przez portal eurobasket.com)
- Zaliczony do:
  - I składu PLK (2013 przez dziennikarzy)[9]
  - składu honorable mention Eurochallenge (2014)*[7]
- Uczestnik meczu gwiazd TBL vs. NBL (2013)
- Lider sezonu regularnego Eurocup w zbiórkach (2013)